# Avondale, Pennsylvania
Avondale är en ort i Chester County i delstaten Pennsylvania, USA.